# Crosskart

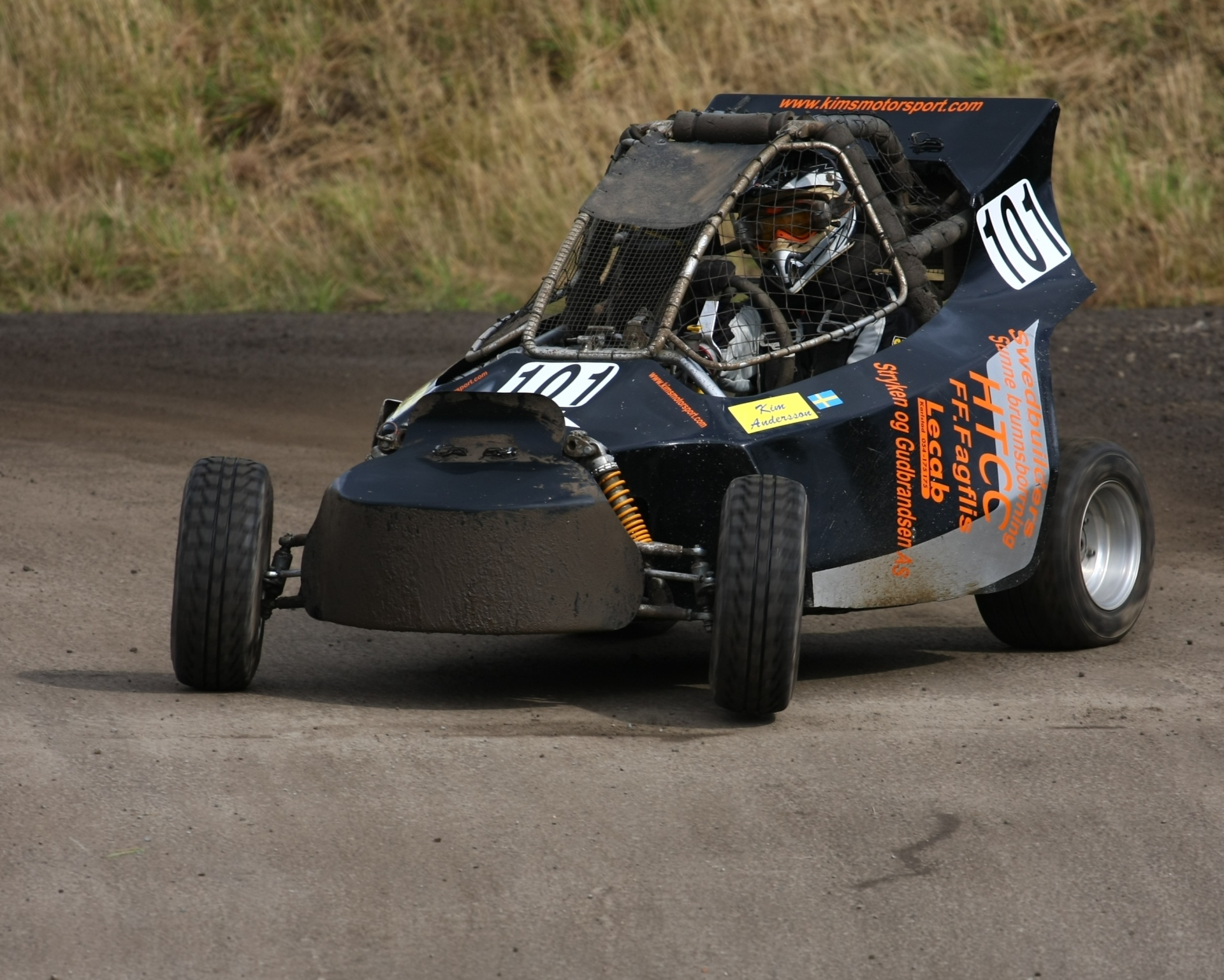
Crosskart

Een crosskart is een voertuig dat wordt gebruikt bij kartingwedstrijden die plaatsvinden buiten de standaard (geasfalteerde) kartingcircuits. De voertuigen zijn meestal geconstrueerd als die van een sprintcar.